# Französische Fußballnationalmannschaft (U-16-Junioren)
Die französische U-16-Fußballnationalmannschaft ist eine Auswahlmannschaft französischer Junioren-Fußballspieler, der nur Spieler des jüngeren Jahrgangs der B-Junioren angehören können.
Sie unterliegt dem Französischen Fußballverband Fédération Française de Football (FFF) in Freundschaftsspielen gegen die Auswahlmannschaften anderer nationaler Verbände und nimmt an internationalen Turnieren teil.

## Geschichte
Die erste Schülermannschaft dieser Altersklasse wurde 1972 gegründet und zunächst von der FFF und dem französischen Schulsportverband Union nationale du sport scolaire (ASSU) gemeinsam verwaltet. In den 1980er und 1990er Jahren hieß diese Auswahl Juniors B2 (B2-Junioren), Cadets première année (Erstjahres-Kadetten) oder Moins de 15 ans (Unter 15).
An den drei FIFA-U-16-Weltmeisterschaften (1985–1989) konnten sie sich nur einmal (1985 in Kanada) für die Endrunde qualifizieren und erreichten dort das Viertelfinale. Anschließend wurden nur noch U-17-Weltmeisterschaften gespielt.
Zwischen 1982 und 2001 nahmen die jeweiligen Jahrgang-Teams an den jährlichen UEFA-U16-Fußball-Europameisterschaften teil, bevor dieses Turnier ebenfalls 2002 in einen U17-Wettbewerb umgewidmet wurde. Die besten Resultat erzielten die Teams 1996 in Österreich, sowie 2002 in England, wo sie jeweils Vizeeuropameister wurden.
Seitdem werden hauptsächlich Freundschaftsspiele gegen andere Länderauswahlteams gespielt oder es wird regelmäßig an internationalen Turnieren teilgenommen.

## U-16-WM-Endrunden-Teilnahmen (1985–1989)
| Jahr | Ausrichterland | Ergebnis           |
| ---- | -------------- | ------------------ |
| 1985 | China          | nicht qualifiziert |
| 1987 | Kanada         | Viertelfinale      |
| 1989 | Schottland     | nicht qualifiziert |

## U-16-EM-Endrunden-Teilnahmen (1982–2001)
| Jahr | Ausrichterland | Ergebnis           |
| ---- | -------------- | ------------------ |
| 1982 | Italien        | nicht qualifiziert |
| 1984 | Deutschland    | nicht qualifiziert |
| 1985 | Ungarn         | Gruppenphase       |
| 1986 | Griechenland   | Gruppenphase       |
| 1987 | Frankreich     | 3. Platz           |
| 1988 | Spanien        | Gruppenphase       |
| 1989 | Dänemark       | 3. Platz           |
| 1990 | DDR            | Gruppenphase       |
| 1991 | Schweiz        | 4. Platz           |
| 1992 | Zypern         | Gruppenphase       |
| 1993 | Türkei         | 4. Platz           |
| 1994 | Irland         | nicht qualifiziert |
| 1995 | Belgien        | 4. Platz           |
| 1996 | Österreich     | 2. Platz           |
| 1997 | Deutschland    | nicht qualifiziert |
| 1998 | Schottland     | nicht qualifiziert |
| 1999 | Tschechien     | nicht qualifiziert |
| 2000 | Israel         | nicht qualifiziert |
| 2001 | England        | 2. Platz           |

## Turnier-Erfolge
- Val de Marne-Turnier (8)
  - Sieger: 1999, 2000, 2001, 2002, 2004, 2005, 2010, 2011
- Montaigu-Turnier (9)
  - Sieger: 1976, 1977, 1983, 1996, 1997, 1998, 2001, 2005, 2006.
- Salerno-Turnier (1)
  - Sieger: 2002
- Bora Ozturk Cup (1)
  - Sieger: 2001
- Internationales Drei-Länder-Turnier (1), Schweiz
  - Sieger: 2000
- Ägäis-Pokal (4), Izmir/Türkei
  - Sieger: 2009, 2010, 2011, 2012